# شهرستان فولتن (ایندیانا)
شهرستان فولتن، ایندیانا (به انگلیسی: Fulton County, Indiana) شهرستانی در ایالات متحده آمریکا است که در ایندیانا واقع شده‌است.